# Spoza nas
Spoza nas – czwarty solowy album studyjny Mieczysława Szcześniaka, wydany 12 października 2000 roku przez wydawnictwo muzyczne EMI Music Poland. Album zawiera 15 premierowych kompozycji wokalisty, a pierwszym singlem promującym płytę został utwór „Za-czekam”, który zajął drugie miejsce w konkursie Premiery na Festiwalu Piosenki Polskiej w Opolu. Do singla nakręcono teledysk w reżyserii Mariusza Paleja. Producentem płyty jest Marcin Pospieszalski. W nagraniach albumu wzięli udział gościnnie m.in. gitarzysta Paulinho Garcia, Lenny White, Reynaldo Ceballo Hechavarria, Kayah, Mika Urbaniak czy też José Torres.
Za motyw przewodni albumu uznano słowa Jana Twardowskiego „...bo to, co nas spotyka, przychodzi spoza nas”.
Płyta dotarła do 48. miejsca listy OLiS.

## Lista utworów
Opracowano na podstawie materiału źródłowego.
1. „No co ty na to?” – 3:27
2. „Miłość nie ustaje” – 4:02
3. „Bujany” – 3:48
4. „Nie płoszcie miłości (Pieśń nad Pieśniami)” – 4:37
5. „No, powiedz” – 3:39
6. „Bardzo” – 4:53
7. „Bliskość  oddala” – 3:43
8. „Za-czekam” – 3:53
9. „Nierealny-osiągalny” – 3:41
10. „Wołam” – 3:59
11. „Can’t buy me love” (cover The Beatles) – 4:20
12. „Potrzebuję” – 4:01
13. „Śnię, nie śnię” – 3:33
14. „Już pół roku” – 1:26
15. „Spoza nas (Wiersz z banałem w środku)” – 4:01